# 6441 Milenajesenská
6441 Milenajesenská este un asteroid din centura principală de asteroizi.

## Descriere
6441 Milenajesenská este un asteroid din centura principală de asteroizi. A fost descoperit pe 9 septembrie 1988 la Observatorul Kleť de Antonín Mrkos. Asteroidul prezintă o orbită caracterizată de o semiaxă mare de 2,40 ua, o excentricitate de 0,21 și o înclinație de 2,7° în raport cu ecliptica.